# Chalarus flosculus
Chalarus flosculus är en tvåvingeart som beskrevs av Morakote 1990. Chalarus flosculus ingår i släktet Chalarus och familjen ögonflugor. Inga underarter finns listade i Catalogue of Life.